# Шабаш ведьм (картина Гойи, 1823)
«Шабаш ведьм» (исп. El Aquelarre, o El gran Cabrón) — роспись испанского художника Франсиско Гойи, написанная между 1819 и 1823 годами на стене его «Дома Глухого». Одно из 14 подобных изображений, которое позднее было переведено на холст и ныне хранится в Музее Прадо.

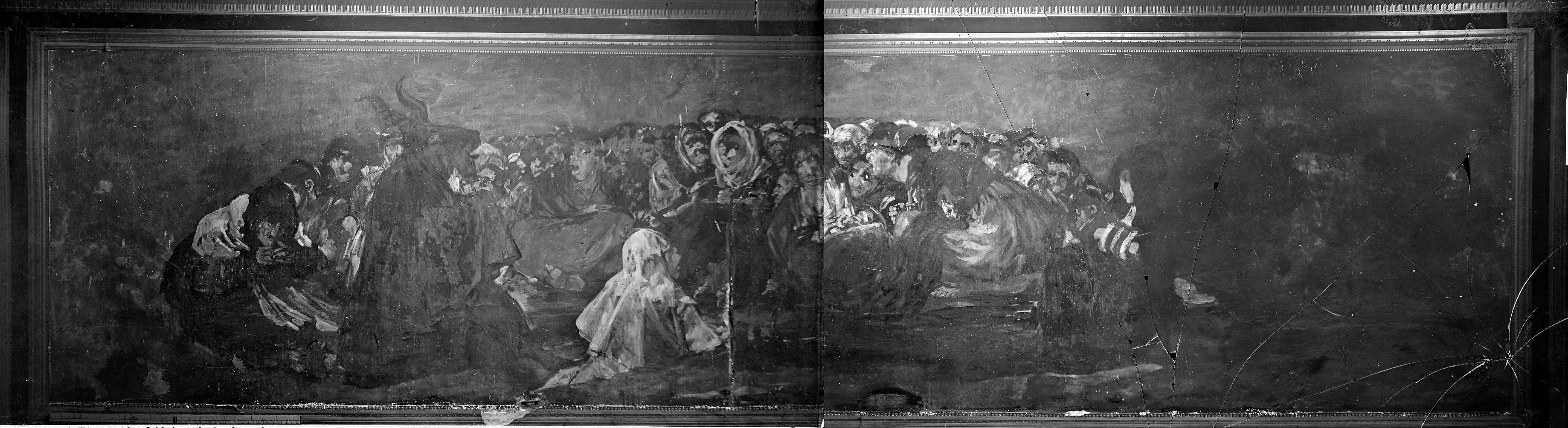
Гойя. Шабаш ведьм. 1823 г. Снимок 1874 года росписи в «Доме Глухого».

## История
Композиция первоначально, согласно инвентаризации в 1828-1830 годах друга Гойи Антонио Бругады, находилась среди панно, расположенных  на нижнем этаже «Дома Глухого», огромное по длине оно занимало всю южную сторону стены дома слева от входной двери. В числе других «Мрачных картин» была переведена на холст художником Сальвадором Мартинесом Кубельсом по просьбе французского банкира Фредерика Эмиля д'Эрлангера для показа на Всемирной выставке 1878 года. Работа не привлекала покупателей и поэтому в 1881 году была подарена Музею Прадо.
В 1798 году Гойя уже написал для герцога Осуна картину на схожий сюжет.

## Описание
Сатана одет в церковное облачение, которая напоминает сутану, и носит козлиную бороду и рога. Он проповедует с земляного холма и показан силуэтом, с линиями, которые подчеркивают его тяжелое тело и разинутый рот. Его форма может быть получена из иллюстрации Афанасия Кирхера ханаанского идола Молоха.
Он проводит суд перед кругом скорчившихся и в основном напуганных старух, которых историки искусства обычно описывают как шабаш ведьм. Некоторые склоняют головы в страхе, другие смотрят на него с открытыми ртами и восхищенным благоговением. Описывая женщин, историк искусства Брайан Маккуэйд пишет, что «нечеловеческое начало собравшейся группы подчеркивается их звериными чертами».

## Техника рисования
Как и в случае с другими Мрачными картинами, Гойя начал с черного фона, который он закрасил более светлыми пигментами, широкими и тяжелыми мазками серого, синего и коричневого цветов. Наиболее темные области были получены благодаря тому, что Гойя оставлял черный подмалевок незакрашенным; это наиболее очевидно в фигуре Дьявола. Штукатурка была покрыта толстым слоем сажи, прежде чем была нанесена краска в оттенках свинцовых белил, берлинской лазури, киновари ртути и кристаллов порошкообразного стекла, аурипигмента и оксидов железа.

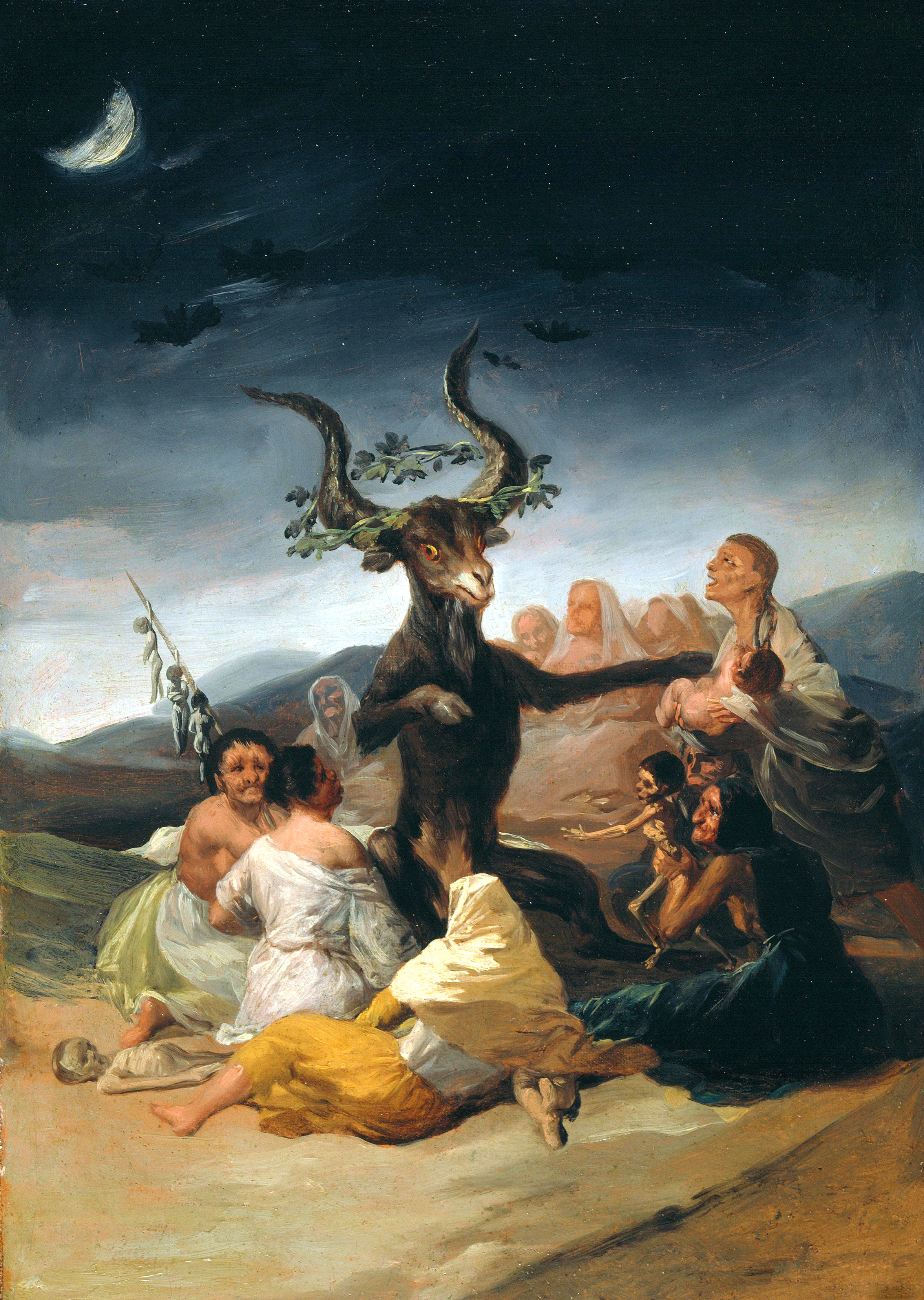
Гойя. «Шабаш ведьм в стране басков». 1798 г. Снимок росписи в «Доме Глухого» 1874 г.